# Piniphila
Piniphila là một chi bướm đêm thuộc phân họ Olethreutinae, họ Tortricidae Tortricidae.

## Các loài
- Piniphila bifasciana (Haworth, [1811])